# انور ممدخانلی
انور غفار اوغلو ممدخانلی (ترکی آذربایجانی: Ənvər Qafar oğlu Məmməmədxanlı؛ ۶ فوریهٔ ۱۹۱۳ – ۱۹ دسامبر ۱۹۹۰) نویسنده، مترجم و فیلمنامه نویس برجسته اهل امپراتوری روسیه (جمهوری آذربایجان کنونی) بود.

## جوایز:
وی برندهٔ جوایزی همچون نشان پرچم سرخ، نشان پرچم سرخ کار، و نشان برجسته افتخار شده‌است.